# Hélice
Pour les articles homonymes, voir hélice (homonymie).
Pour l’article ayant un titre homophone, voir Élis.
Cet article possède un paronyme, voir Ellis.

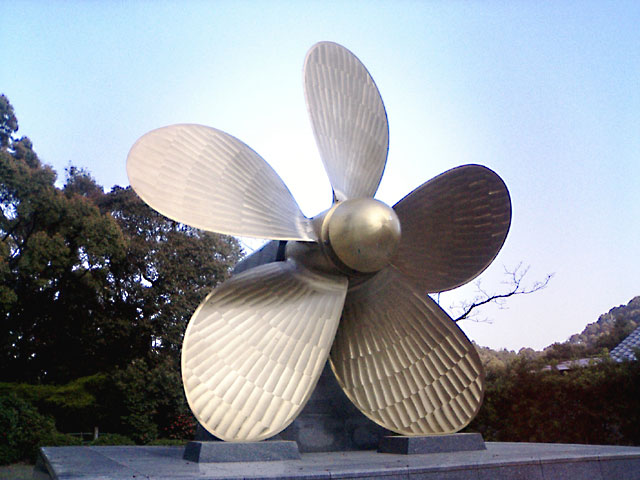
Hélice de navire.

En mécanique, l’hélice est un dispositif formé de plusieurs pales disposées régulièrement autour d’un axe. Lorsque son axe entre en rotation, ce système décrit des hélices dans un fluide en avançant perpendiculairement au plan de rotation, grâce aux pales orientées suivant un certain angle de calage qui prennent appui sur le fluide. Une hélice peut donc être motrice (transfert d’énergie vers le fluide : avion) ou réceptrice (récupération d’énergie depuis le fluide : turbine, éolienne ou aérogénérateur). Le profil et le calage des pales sont optimisés pour l’utilisation prévue.
Application : appareil de traction, compression, propulsion, sustentation, dispositif de mesure.

## Histoire
Le premier type d'hélice est la vis d'Archimède qui fait son apparition vers 200 av. J.-C. ans en tant qu'outil de pompage et d'irrigation. Cette même vis devait servir comme mode de propulsion pour des engins amphibies destinés à se déplacer avec la même aisance en eau libre que sur le sable ou sur la vase.
Le modèle original de la propulsion par hélice paraît bien être le moulin à vent. L'hélice est, dans son principe, une extension de la pagaie et de la voile, et réalise une propulsion vélique : en tournant, l'hélice mobilise la force de portance du fluide mis en mouvement et la transfère au véhicule qu'elle équipe. Cette force de portance est une composante de la réaction du fluide, qui agit perpendiculairement au plan tangent des pales de l'hélice.

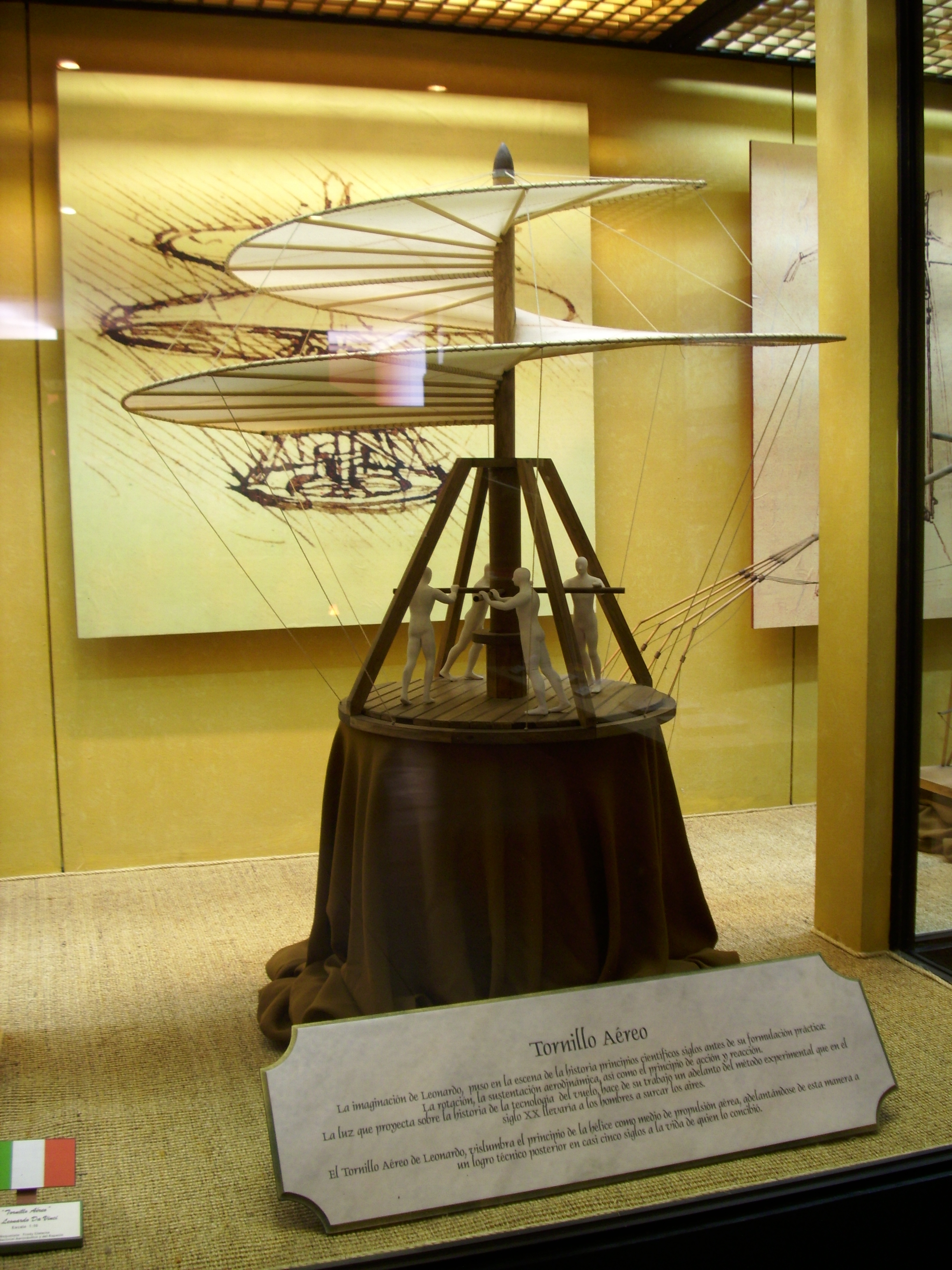
Maquette du projet de Léonard (Musée de l'aéronautique de Santiago du Chili).

En 1486, Léonard de Vinci, dans ses dessins, a l'idée de se servir d'une hélice construite sur le modèle de la vis d'Archimède pour propulser un aéronef. Cette idée est souvent considérée comme l'invention de l'hélicoptère, bien qu'il manque à Léonard de Vinci un moteur pour obtenir l'effet escompté, ainsi qu'un dispositif anticouple pour éviter que la nacelle ne tourne à la place de l'hélice...
On trouve une ébauche d'explication de l'effet des rames dans les Problèmes de Mécanique du Pseudo-Aristote, ouvrage qui se diffuse vraiment à la Renaissance, avec les Commentaires de Bernardino Baldi (1621). L'analyse mécanique de la propulsion à voile est abordée en marge de la Statique du P. Pardies (1672).
Le problème est repris par Daniel Bernoulli dans son Hydrodynamique (1738) : il fait observer que la vitesse de l'aile des moulins n'est pas négligeable devant la vitesse du vent et que, pour en expliquer l'effet, il faut considérer la vitesse relative du vent et de la pale. Euler rédige sur ce même sujet un article intitulé De constructione molarum alatarum (1752). Enfin Coulomb fait la synthèse de ses travaux dans son essai « Observations théoriques et expérimentales sur l'effet des moulins à vent et sur la figure de leurs ailes » (1783).
Mais c'est finalement le développement de la motorisation, avec l'avènement de la machine à vapeur, qui impose définitivement l'hélice dans la navigation. Et encore ne s'impose-t-elle pas rapidement : jusqu'au lancement du Great Eastern (1858), les navires à vapeur sont plus souvent des navires à roues à aubes que des navires à hélice ; Jouffroy d'Abbans et Robert Fulton optent par exemple pour la propulsion à aubes. Et si John Fitch fait l'épreuve de ce système dès 1804, la promotion des systèmes à hélice aux États-Unis au cours des années 1850 est principalement l’œuvre de l'ingénieur suédois John Ericsson.
Charles Dallery eut le premier l'idée d'appliquer l'hélice à la navigation à vapeur et déposa à cet effet un brevet d'invention en 1803. Il entreprit de construire un bateau sur ce principe, mais son invention ne reçut pas l'appui financier nécessaire. À la même époque, l'Américain Robert Fulton construisait un bateau à roue à aubes pour naviguer sur la Seine. Ruiné, Charles Dallery, par désespoir, détruisit de ses propres mains son bateau sans avoir pu l'achever.
Le premier brevet d'une hélice opérationnelle est celui d'un ingénieur autrichien, Joseph Ressel, en 1827. À la suite d'un accident avec un propulseur à vis d'Archimède, l'ingénieur britannique Francis Pettit Smith fait l'essai d'un dispositif à hélice sur un bateau à vapeur en 1836. Le premier vapeur à hélice vraiment opérationnel, le SS Archimedes (1839), conçu en collaboration avec John Ericsson, peut être considéré comme son chef-d’œuvre : il marque le début d'une longue série de succès, avec le Great Britain (1843) et le Great Eastern d’Isambard Kingdom Brunel (1858). C'est en 1850 que la France, avec Dupuy de Lôme, choisit d'équiper un bâtiment de ligne, le Napoléon, d'une hélice.

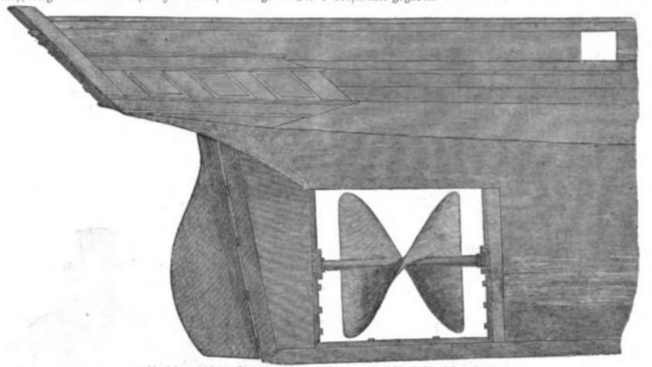
Hélice du SS Archimedes (1839).

Un autre coïnventeur de l'hélice marine est fréquemment cité : c'est le Français Frédéric Sauvage, originaire de Boulogne-sur-Mer où il a sa statue. Inventeur prolifique mais de caractère difficile, qui mourut fou à l'asile de Picpus, il eut une collaboration plutôt houleuse avec le constructeur naval havrais Augustin Normand et son ingénieur en chef, l’Anglais Barnes, qui lancèrent en 1842 un paquebot postal destiné aux liaisons avec la Corse, le Napoléon (navire civil, à ne pas confondre avec son homonyme militaire) qui fut un véritable lévrier des mers pour l'époque, avec une vitesse record de plus de 13 nœuds.
Barnes et Normand améliorèrent considérablement l'hélice originale de Sauvage, et testèrent plus d'une dizaine de configurations de nombre et formes de pales sous l'œil intéressé du Prince de Joinville, fils de Louis Philippe, officier de Marine féru d'innovations navales.
1871 - Modèle réduit à moteur caoutchouc.
1884 - Hélice du dirigeable électrique « La France » de Charles Renard.

## Description
Paramètres d’une hélice :
L’hélice longueL’hélice longue, au milieu du XIXe siècle, est étudiée et utilisée sur les navires. Elle a un très mauvais rendement. Elle est inutilisable sur les avions. On se reportera à l’histoire de l’hélice marine, voir pour cela : « Hélice (navire) ».
L’hélice courteTous usages — marine et aviation —, l’hélice courte se compose d’un minimum de deux pales réunies par la partie centrale appelée moyeu. Elle se comporte comme une aile dont la force aérodynamique se décompose en traction et couple. Le couple d’hélice est en équilibre avec le couple moteur. L’extrémité de pale a une vitesse linéaire plus importante que les sections de pale, plus au centre, il faut répartir l’effort de traction sans déformation du moyeu.

## Applications

Schéma d'une éolienne.

- Associée à un récepteur ou un générateur, elle est utilisée pour récupérer de l’énergie dans un fluide en mouvement relatif (« alternateurs traîné » et largués derrière certains voiliers, moulins à vent, aérogénérateur, certaines turbines de centrales électriques…). Il y a transfert d’énergie du fluide vers le moteur qui peut alors produire de l'électricité et éventuellement de la chaleur ou du mouvement (cogénération, trigénération).
- Mue par un moteur, l'hélice peut déplacer un objet (navire, pousseur) ou une machine dans un fluide et, inversement elle peut  mouvoir un fluide dans un contenant (la machine restant alors immobile). Il y a transfert d'énergie du moteur vers le fluide.
- Associée à un capteur, elle sert à mesurer la vitesse de déplacement d'un fluide, ou le déplacement d'un objet dans un fluide. Il n'y a théoriquement pas de transfert d'énergie.
- La technologie dite « des hélices volantes » permettant de faire voler des drones sans ailes ni queue, pour leur offrir une plus grande maniabilité (spectaculaire tant que le deep learning et l'intelligence artificielle sont utilisés), une moindre consommation d'énergie, et parfois une plus grande capacité de charge utile. La Chine y travaille activement pour des applications militaires, comme le drone Feihong-98 (présenté en 2019, le plus grand drone à hélices volantes au monde, large de 10 mètres et autonome durant 15 heures)[4], ou encore le drone AR-500C (présenté en 2020, un drone à hélices volantes dédié à la reconnaissance et au combat en haute altitude)[5].

## Types d'hélice
Les hélices sont utilisées de différentes manières.

### Hélice marine

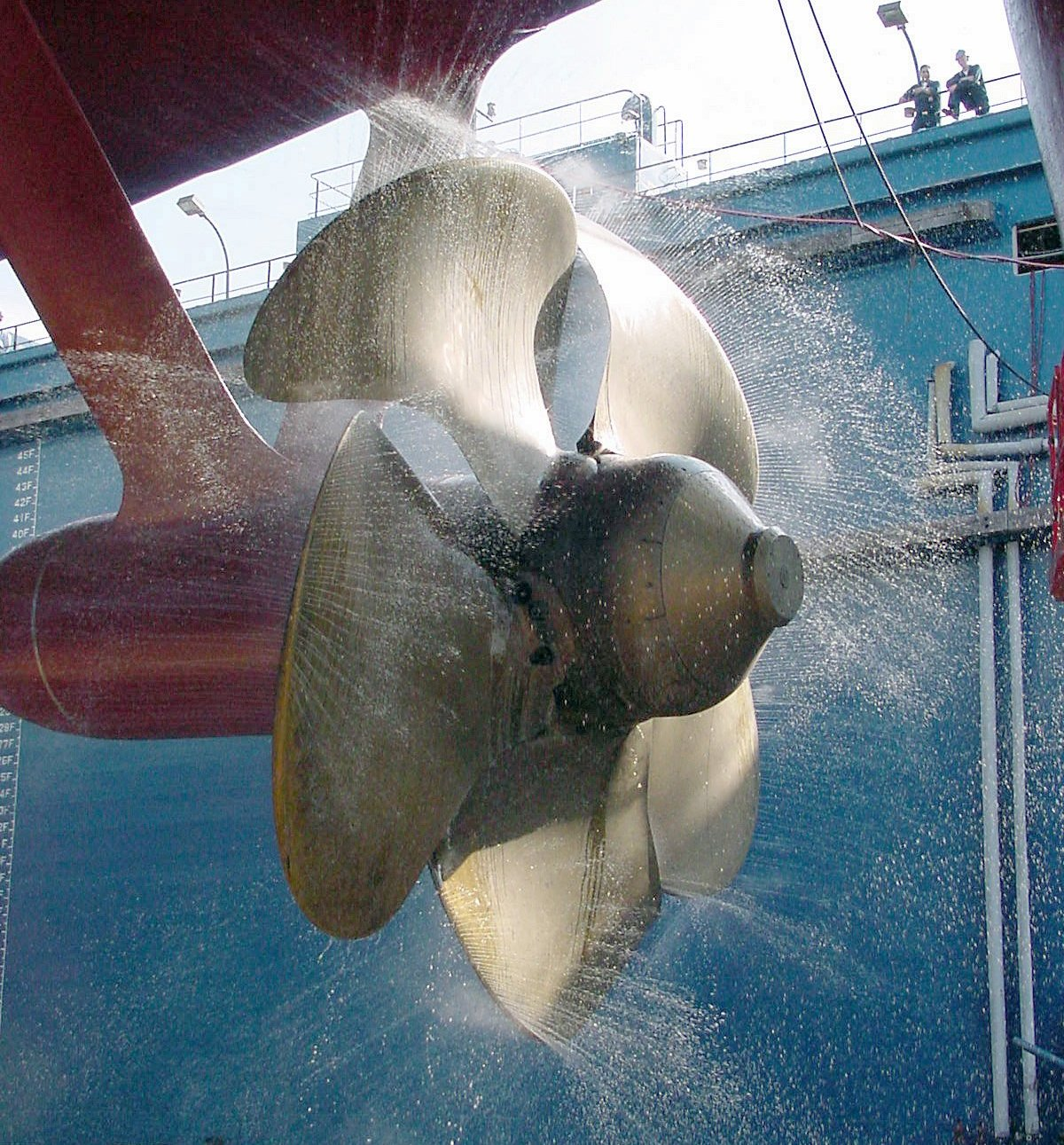
Hélice du navire USS Churchill (classe Arleigh Burke)

L’hélice marine est connue dans ses principes par les Phéniciens et les Grecs de l’Antiquité, décrite par Archimède, et utilisée pour l’irrigation, mais elle est rapidement oubliée. Elle est redécouverte pour son application à la propulsion des navires au cours du XVIIIe siècle, mais ignorée durant des décennies par toutes les amirautés jusqu’à ce que son succès tardif ne réveillât en elles, un soudain désir de « paternité » dans un but autant commercial que propagandiste nationaliste.
Installée sur The Turtle (« La Tortue »), premier sous-marin construit par l’inventeur David Bushnell dès 1776 dans le but de miner les navires britanniques lors de la guerre d’indépendance américaine, un autre de ses pionniers est l’Américain John Stevens (1749-1838) qui construit et essaye en 1803-1804 le premier vapeur à hélice vraiment fonctionnel. Toutefois son invention reste ignorée et il faut attendre les années 1830 pour qu’elle soit reprise. En 1829, sous les yeux ébahis des Triestins, le bateau La Civetta prend la mer. Josef Ressel vient d’inventer l’hélice. À l’époque, pour aller de Trieste (Frioul) à Venise, il faut 19 heures avec un bateau à aubes. Ressel cherche un commanditaire pour construire un bateau à hélice. Il trouve un homme d’affaires britannique mais peu après, ses plans lui sont dérobés et une demande de brevet est déposée en Angleterre avec les mêmes caractéristiques. L’ingénieur français Frédéric Sauvage essaye la propulsion à hélice en 1832 sur une péniche de l’Ourcq de 15 pieds et l’ingénieur canadien John Patch sur une goélette (schooner) en baie de Fundy en 1834. Tous deux furent dédaignés par leurs gouvernements respectifs et ils sont morts dans la misère. Dans le même temps, leur découverte triomphait grâce à l’intérêt porté en 1840 par la marine britannique à la démonstration de l’ingénieur Francis Pettit Smith sur le navire à vapeur, SS Archimedes, équipé d’une hélice raccourcie dont le rendement était bien supérieur aux hélices longues.

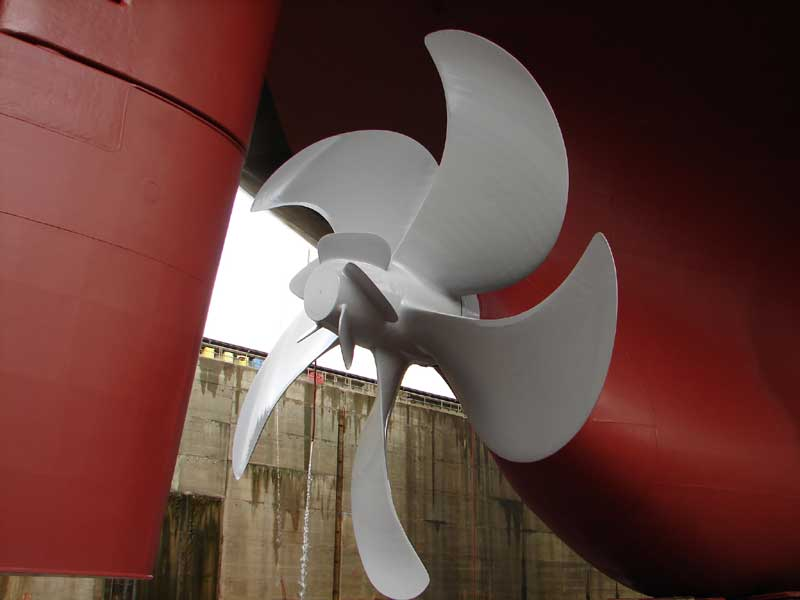
Exemple d’hélice sabre utilisable sur les sous-marins

L’hélice est devenue depuis le moyen de propulsion le plus courant pour déplacer un bateau ou un sous-marin.
Les hélices marines sont souvent coulées en fonte, bronze d’aluminium, aluminium, elles sont rarement assemblées. Le nombre et la forme des pales dépendent de leur usage :
- si l’usage est la traction on choisira une grande hélice avec un rapport important de surface portante par rapport à un disque de même diamètre ;
- si l’usage est mixte, pour un voilier, on choisira une hélice qui aura un minimum de trainée, voire avec des pales escamotables ;
- pour un sous-marin on choisira des hélices sabre pour éviter qu’elles se prennent dans les herbes, on multiplie le nombre de pales pour les rendre plus silencieuses ;
- pour un navire très rapide on choisira une hélice de surface afin de limiter la cavitation ; la supercavitation n’est pas encore utilisée dans la propulsion par hélice.

### En aéronautique

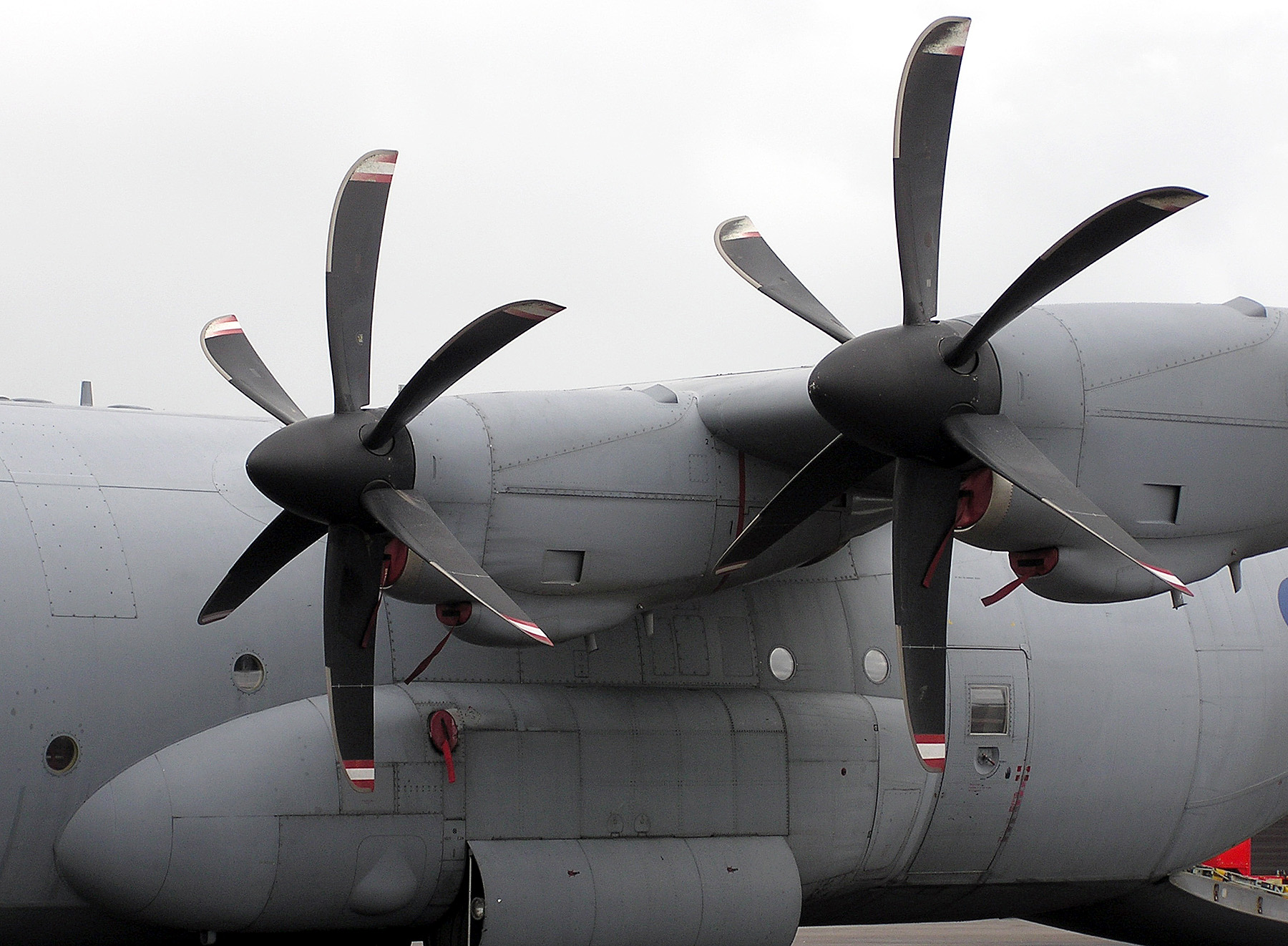
Hélices en drapeau (Lockheed C-130J Super Hercules)

L’hélice a été le premier système de propulsion en aviation — notamment pour les dirigeables — et reste utilisée par les avions légers, les avions de transport régionaux volant à moins de Mach 0,6, et les avions de transport militaires. La soufflante non carénée (propfan) est une évolution de l’hélice carénée dont la forme des pales permet d’atteindre des vitesses plus élevées, jusqu’à Mach 0,8. On retrouve l’hélice sous une forme différente dans les soufflantes des réacteurs double flux des avions de ligne (c’est une hélice multipale carénée placée en amont du réacteur ; elle assure l’essentiel de la poussée). On la retrouve encore sous la forme d’aubes de compresseurs superposées dans les turboréacteurs.
L’hélice est également utilisée par les hélicoptères (rotor principal et rotor de queue) et les aéroglisseurs. Elle a même été employée en 1930 par l'ingénieur des chemins de fer allemand Franz Kruckenberg pour équiper une motrice à grande vitesse, le Schienenzeppelin, qui d'ailleurs battit le record de vitesse sur rail l'année suivante (plus de 230 km/h).